# Microregione di Sananduva
Sananduva è una microregione del Rio Grande do Sul in Brasile, appartenente alla mesoregione di Noroeste Rio-Grandense.
È una suddivisione creata puramente per fini statistici, pertanto non è un'entità politica o amministrativa.

## Comuni
È suddivisa in 11 comuni:
- Barracão
- Cacique Doble
- Ibiaçá
- Machadinho
- Maximiliano de Almeida
- Paim Filho
- Sananduva
- Santo Expedito do Sul
- São João da Urtiga
- São José do Ouro
- Tupanci do Sul